# Jeong Jin-bong
Jeong Jin-bong (정진봉?; 21 marzo 1943) è un ex cestista sudcoreano.

## Carriera
Con la Corea del Sud ha disputato i Giochi di Tokyo 1964, segnando 32 punti in 8 partite.